# Campeonato Europeu de Natação em Piscina Curta de 2009
O Campeonato Europeu de Natação em Piscina Curta de 2009 foi a 13ª edição do evento organizado pela Liga Europeia de Natação (LEN). A competição foi realizada entre os dias 10 e 13 de dezembro de 2009 na Abdi İpekçi Arena, em Istambul na Turquia. O evento contou com a presença de 41 nacionalidades, com destaque para os Países Baixos que obteve 10 medalhas de ouro. Foram quebrados vários recordes mundiais. Dentre eles os 200 m peito masculino quebrado por Dániel Gyurta da Hungria e os 200 m livre feminino quebrado por Federica Pellegrini da Itália. Além de recordes mundiais foram quebrados 12 recordes do campeonato e 6 recordes europeus. Na prova dos 100 m costas masculino foi distribuído duas medalhas de ouro, um para Arkady Vyatchanin e outa para Stanislav Donets, ambos da Rússia.

## Medalhistas
Esses foram os resultados da competição. 

### Masculino
| Evento          | Ouro                                                                             | Ouro          | Prata                                                                             | Prata    | Bronze                                                                             | Bronze   |
| 50 m Livre      | Frédérick Bousquet · França                                                      | 20.53         | Duje Draganja · Croácia                                                           | 20.70    | Sergey Fesikov · Rússia                                                            | 20.84    |
| 100 m Livre     | Amaury Leveaux · França                                                          | 45.56         | Daniil Izotov · Rússia                                                            | 45.70    | Yevgeny Lagunov · Rússia                                                           | 46.06    |
| 200 m Livre     | Paul Biedermann · Alemanha                                                       | 1:39.81       | Danila Izotov · Rússia                                                            | 1:40.08  | Nikita Lobintsev · Rússia                                                          | 1:41.52  |
| 400 m Livre     | Paul Biedermann · Alemanha                                                       | 3:34.55       | Nikita Lobintsev · Rússia                                                         | 3:35.75  | Mads Glæsner · Dinamarca                                                           | 3:36.82  |
| 1500 m Livre    | Jan Wolfgarten · Alemanha                                                        | 14:20.44      | Federico Colbertaldo · Itália                                                     | 14:25.68 | Mads Glæsner · Dinamarca                                                           | 14:26.74 |
| 50 m Costas     | Stanislav Donets · Rússia                                                        | 22.76         | Thomas Rupprath · Alemanha                                                        | 22.85    | Aschwin Wildeboer · Espanha                                                        | 23.07    |
| 100 m Costas    | Arkady Vyatchanin · RússiaStanislav Donets · Rússia                              | 48.97         | Nenhum                                                                            |          | Aschwin Wildeboer · Espanha                                                        | 49.05    |
| 200 m Costas    | Stanislav Donets · Rússia                                                        | 1:48.62       | Radoslaw Kawecki · Polónia                                                        | 1:49.13  | Evgeny Aleshin · Rússia                                                            | 1:49.31  |
| 50 m Peito      | Aleksander Hetland · Noruega                                                     | 26.19         | Alessandro Terrin · Itália                                                        | 26.24    | Čaba Silađi · Sérvia                                                               | 26.31    |
| 100 m Peito     | Robin van Aggele · Países Baixos                                                 | 56.29         | Dániel Gyurta · Hungria                                                           | 56.72    | Igor Borysik · Ucrânia                                                             | 56.97    |
| 200 m Peito     | Dániel Gyurta · Hungria                                                          | 2:00.67       | Grigory Falko · Rússia                                                            | 2:02.50  | Maxim Shcherbakov · Rússia                                                         | 2:03.76  |
| 50 m Borboleta  | Johannes Dietrich · Alemanha                                                     | 22.07         | Frédérick Bousquet · França                                                       | 22.17    | Yevgeny Korotyshkin · Rússia                                                       | 22.34    |
| 100 m Borboleta | Yevgeny Korotyshkin · Rússia                                                     | 48.93         | Peter Mankoč · Eslovênia                                                          | 49.65    | Ivan Lenđer · Sérvia                                                               | 49.79    |
| 200 m Borboleta | Nikolay Skvortsov · Rússia                                                       | 1:49.46       | Paweł Korzeniowski · Polónia                                                      | 1:50.13  | Dinko Jukić · Áustria                                                              | 1:50.32  |
| 100 m Medley    | Duje Draganja · Croácia                                                          | 51.20         | Sergey Fesikov · Rússia                                                           | 51.29    | Peter Mankoč · Eslovênia                                                           | 51.52    |
| 200 m Medley    | Markus Rogan · Áustria                                                           | 1:51.72       | Vytautas Janušaitis · Lituânia                                                    | 1:52.22  | Alan Cabello Forns · Espanha                                                       | 1:53.04  |
| 400 m Medley    | László Cseh · Hungria                                                            | 3:57.27       | Dávid Verrasztó · Hungria                                                         | 4:00.10  | Gal Nevo · Israel                                                                  | 4:00.55  |
| 4x50 m Livre    | França · Amaury Leveaux · Jérémy Stravius · David Maitre · Frédérick Bousquet    | 1:22.96       | Croácia · Duje Draganja · Alexei Puninski · Mario Todorovic · Mario Delač         | 1:23.18  | Itália · Marco Orsi · Federico Bocchia · Filippo Magnini · Luca Dotto              | 1:23.64  |
| 4x50 m Medley   | Rússia · Stanislav Donets · Sergey Geybel · Yevgeny Korotyshkin · Sergey Fesikov | 1:31.80 WBT * | Alemanha · Thomas Rupprath · Hendrik Feldwehr · Johannes Dietrich · Stefan Herbst | 1:32.02  | França · Benjamin Stasiulis · Hugues Duboscq · Frédérick Bousquet · Amaury Leveaux | 1:32.13  |

* Melhor tempo do mundo (não é um recorde mundial oficial, porque o órgão regulador mundial FINA não reconhece tempos de revezamento 4 × 50 m)

### Feminino
| Evento          | Ouro                                                                                      | Ouro                  | Prata                                                                         | Prata   | Bronze                                                                           | Bronze  |
| 50 m Livre      | Hinkelien Schreuder · Países Baixos                                                       | 23.32                 | Ranomi Kromowidjojo · Países Baixos                                           | 23.58   | Dorothea Brandt · Alemanha                                                       | 23.74   |
| 100 m Livre     | Inge Dekker · Países Baixos                                                               | 51.35                 | Ranomi Kromowidjojo · Países Baixos                                           | 51.44   | Jeanette Ottesen · Dinamarca                                                     | 52.18   |
| 200 m Livre     | Federica Pellegrini · Itália                                                              | 1:51.17               | Evelyn Verrasztó · Hungria                                                    | 1:52.61 | Femke Heemskerk · Países Baixos                                                  | 1:54.20 |
| 400 m Livre     | Coralie Balmy · França                                                                    | 3:56.55               | Lotte Friis · Dinamarca                                                       | 3:59.06 | Ophelie Cyrielle Etienne · França                                                | 3:59.94 |
| 800 m Livre     | Lotte Friis · Dinamarca                                                                   | 8:08.02               | Erika Villaécija García · Espanha                                             | 8:13.93 | Ophelie Cyrielle Etienne · França                                                | 8:16.20 |
| 50 m Costas     | Sanja Jovanović · Croácia                                                                 | 25.70                 | Aleksandra Gerasimenya · Bielorrússia                                         | 26.12   | Ksenia Moskvina · Rússia                                                         | 26.38   |
| 100 m Costas    | Ksenia Moskvina · Rússia                                                                  | 56.36                 | Sanja Jovanović · Croácia                                                     | 56.93   | Aleksandra Gerasimenya · Bielorrússia                                            | 57.23   |
| 200 m Costas    | Alexianne Castel · França                                                                 | 2:02.67               | Jenny Mensing · Alemanha                                                      | 2:03.31 | Pernille Larsen · Dinamarca                                                      | 2:03.50 |
| 50 m Peito      | Moniek Nijhuis · Países Baixos                                                            | 29.68                 | Jane Trepp · Estónia                                                          | 29.82   | Janne Schaefer · Alemanha                                                        | 29.92   |
| 100 m Peito     | Caroline Ruhnau · Alemanha                                                                | 1:04.84               | Moniek Nijhuis · Países Baixos                                                | 1:04.96 | Jennie Johansson · Suécia                                                        | 1:05.19 |
| 200 m Peito     | Rikke Møller-Pedersen · Dinamarca                                                         | 2:16.66               | Nađa Higl · Sérvia                                                            | 2:17.52 | Joline Höstman · Suécia                                                          | 2:19.28 |
| 50 m Borboleta  | Inge Dekker · Países BaixosHinkelien Schreuder · Países Baixos                            | Recorde do campeonato | Nenhum                                                                        |         | Ingvild Snildal · Noruega                                                        | 25.10   |
| 100 m Borboleta | Inge Dekker · Países Baixos                                                               | 55.74                 | Diane Bui Duyet · França                                                      | 55.93   | Jeanette Ottesen · Dinamarca                                                     | 56.02   |
| 200 m Borboleta | Aurore Mongel · França                                                                    | 2:03.22               | Petra Granlund · Suécia                                                       | 2:03.82 | Franziska Hentke · Alemanha                                                      | 2:04.68 |
| 100 m Medley    | Hinkelien Schreuder · Países Baixos                                                       | 57.85                 | Evelyn Verrasztó · Hungria                                                    | 58.21   | Hanna-Maria Seppälä · Finlândia                                                  | 58.86   |
| 200 m Medley    | Evelyn Verrasztó · Hungria                                                                | 2:04.64               | Francesca Segat · Itália                                                      | 2:06.21 | Hannah Miley · Reino Unido                                                       | 2:06.96 |
| 400 m Medley    | Hannah Miley · Reino Unido                                                                | 4:25.66               | Mireia Belmonte García · Espanha                                              | 4:27.60 | Zsuzsanna Jakabos · Hungria                                                      | 4:28.46 |
| 4x50 m Livre    | Países Baixos · Inge Dekker · Hinkelien Schreuder · Saskia de Jonge · Ranomi Kromowidjojo | 1:33.25 WBT *         | Suécia · Emma Svensson · Josefin Lillhage · Claire Hedenskog · Sarah Sjöström | 1:35.46 | Alemanha · Dorothea Brandt · Daniela Samulski · Lisa Vitting · Daniela Schreiber | 1:36.73 |
| 4x50 m Medley   | Países Baixos · Hinkelien Schreuder · Moniek Nijhuis · Inge Dekker · Ranomi Kromowidjojo  | 1:42.69 WBT *         | Suécia · Emma Svensson · Josefin Lillhage · Sarah Sjöström · Claire Hedenskog | 1:45.13 | Rússia · Ksenia Moskvina · Daria Deeva · Olga Klyuchnikova · Svetlana Fedulova   | 1:46.10 |

* Melhor tempo do mundo (não é um recorde mundial oficial, porque o órgão regulador mundial FINA não reconhece tempos de revezamento 4 × 50 m)

## Quadro de medalhas
O quadro de medalhas foi publicado. 
| Ordem | País          | Medalha de ouro | Medalha de prata | Medalha de bronze | Total |
| ----- | ------------- | --------------- | ---------------- | ----------------- | ----- |
| 1     | Países Baixos | 10              | 3                | 1                 | 14    |
| 2     | Rússia        | 8               | 5                | 8                 | 21    |
| 3     | França        | 6               | 2                | 3                 | 11    |
| 4     | Alemanha      | 5               | 3                | 4                 | 12    |
| 5     | Hungria       | 3               | 4                | 1                 | 8     |
| 6     | Croácia       | 2               | 3                | 0                 | 5     |
| 7     | Dinamarca     | 2               | 1                | 5                 | 8     |
| 8     | Itália        | 1               | 3                | 1                 | 5     |
| 9     | Áustria       | 1               | 0                | 1                 | 2     |
| 9     | Reino Unido   | 1               | 0                | 1                 | 2     |
| 9     | Noruega       | 1               | 0                | 1                 | 2     |
| 12    | Suécia        | 0               | 3                | 2                 | 5     |
| 13    | Espanha       | 0               | 2                | 3                 | 5     |
| 14    | Polónia       | 0               | 2                | 0                 | 2     |
| 15    | Sérvia        | 0               | 1                | 2                 | 3     |
| 16    | Bielorrússia  | 0               | 1                | 1                 | 2     |
| 16    | Eslovênia     | 0               | 1                | 1                 | 2     |
| 18    | Estónia       | 0               | 0                | 1                 | 1     |
| 18    | Lituânia      | 0               | 0                | 1                 | 1     |
| 20    | Finlândia     | 0               | 0                | 1                 | 1     |
| 20    | Israel        | 0               | 0                | 1                 | 1     |
| 20    | Ucrânia       | 0               | 0                | 1                 | 1     |
| Total | Total         | 40              | 36               | 38                | 114   |

Legenda
| Recorde mundial       | Recorde mundial (World record)               |                       | Recorde africano                      | Recorde africano (African) |                                           | Q | Classificado por posição (Qualified) |
| Recorde do campeonato | Recorde do campeonato (Championship record)  | Recorde da América    | Recorde da América (Americas)         | q                          | Classificado por melhor tempo (Qualified) |   |                                      |
| Melhor marca do ano   | Melhor marca do ano (World leading)          | Recorde asiático      | Recorde asiático (Asian)              | DNS                        | Não largou (Did not start)                |   |                                      |
| Recorde nacional      | Recorde nacional (National record)           | Recorde europeu       | Recorde europeu (European)            | DNF                        | Não terminou (Did not finish)             |   |                                      |
| Recorde pessoal       | Recorde pessoal do atleta (Personal best)    | Recorde da Oceania    | Recorde da Oceania (Oceania)          | DSQ / DQ                   | Desclassificado (Disqualified)            |   |                                      |
| Recorde da temporada  | Recorde da temporada do atleta (Season best) | Recorde sul-americano | Recorde sul-americano (South America) | NM                         | Sem marca (No mark)                       |   |                                      |